# Diocesi di Avissa
La diocesi di Avissa (in latino Dioecesis Avissensis) è una sede soppressa e sede titolare della Chiesa cattolica.

## Storia
Avissa, identificabile con Henchir-Bour-Aouitta nell'odierna Tunisia, è un'antica sede episcopale della provincia romana dell'Africa Proconsolare, suffraganea dell'arcidiocesi di Cartagine.
Un solo vescovo è noto di questa sede. Alla conferenza di Cartagine del 411, che vide riuniti assieme i vescovi cattolici e donatisti dell'Africa, partecipò Vittoriano, donatista senza competitore cattolico.
Dal 1933 Avissa è annoverata tra le sedi vescovili titolari della Chiesa cattolica; dal 16 aprile 1994 il vescovo titolare è Piotr Jarecki, vescovo ausiliare di Varsavia.

## Cronotassi

### Vescovi
- Vittoriano † (menzionato nel 411) (vescovo donatista)

### Vescovi titolari
- Vincent Billington, M.H.M. † (13 maggio 1948 - 25 marzo 1953 nominato arcivescovo di Kampala)
- Alfonso Tóriz Cobián † (24 agosto 1954 - 12 gennaio 1956 nominato vescovo di Chilapa)
- Geraldo María de Morais Penido † (10 marzo 1956 - 9 giugno 1958 succeduto vescovo di Juiz de Fora)
- Jaime Antônio Schuck, O.F.M. † (25 novembre 1958 - 26 maggio 1978 dimesso)
- Miloslaw-Jan Kolodziejczyk † (5 dicembre 1978 - 3 marzo 1994 deceduto)
- Piotr Jarecki, dal 16 aprile 1994